# ClamAV
 (avril 2015).
Si vous disposez d'ouvrages ou d'articles de référence ou si vous connaissez des sites web de qualité traitant du thème abordé ici, merci de compléter l'article en donnant les références utiles à sa vérifiabilité et en les liant à la section « Notes et références ».
ClamAV (« Clam AntiVirus »), est un logiciel antivirus pour systèmes UNIX. Il est généralement utilisé avec les serveurs de courriels pour filtrer les courriels. ClamAV est l'un des rares antivirus disponible sous GNU/Linux et MacOS. Les virus ciblés sont majoritairement des virus s'attaquant au système d'exploitation Microsoft Windows, et non pas aux systèmes sur lesquels ClamAV s'installe.
Le moteur antivirus est la bibliothèque libclamav, écrite en C, C++.

## Évolutions

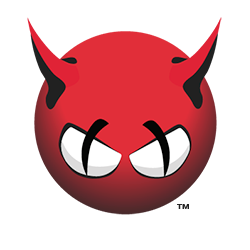
Ancien logo de ClamAV.

La base de données des virus connus est basée sur celle de l'ancien projet libre antivirus OpenAntiVirus ; celle-ci contenait environ 7 000 signatures. En février 2005, la base de données contient 30 000 souches connues. Début avril 2006, elle atteint les 50 000 souches connues puis le 18 mars 2007, 100 000 logiciels malveillants connus.
En août 2007, ClamAV est l'un des meilleurs antivirus du marché, classé au cours d'un test public second derrière Kaspersky,.
Le 17 août 2007, ClamAV est racheté par la société Sourcefire, société qui a déjà acquis Snort. Sourcefire dit vouloir offrir du support et de la formation à ClamAV dès le dernier trimestre 2007. Sourcefire affirme que ClamAV restera sous licence GPL. Pour l'équipe de développement de ClamAV, cette acquisition par Sourcefire offrira des moyens supplémentaires financiers et humains, et surtout une excellente base de signatures. Début septembre 2007, il dépasse la barre des 150 000 logiciels malveillants reconnus et début février 2008, celle des 200 000 logiciels malveillants reconnus ; début décembre 2008, plus de 450 000 logiciels malveillants reconnus et début décembre 2009, la barre des 650 000 logiciels malveillants reconnus est dépassée puis le 18 juillet 2011, celle du million est dépassée : 1 000 066 signatures exactement.
Le 19 juin 2012, Tomasz Kojm (initiateur du projet), Alberto Wu, Luca Gibelli et Edwin Török quittent Sourcefire.
Le 23 juillet 2013, Cisco acquiert la société Sourcefire pour un montant de 2,7 milliards de dollars.
Le 28 juillet 2014, ClamAV affiche 3 510 301 signatures et le 1er mars 2017, 5 902 241.

## libclamav
libclamav est la bibliothèque moteur de ClamAV, utilisée dans d'autres logiciels. C'est un logiciel libre écrit en C et distribué selon les termes de la licence publique générale GNU version 2.

## Interfaces graphiques
Différentes interfaces graphiques sont disponibles :
- Windows : ClamWin, Immunet ;
- Unix : ClamTk (GTK+) n'est plus mise à jour depuis Mars 2024[12], KlamAV (KDE) ;
- OS X : ClamXav.

## Utilisation de ClamAV en milieu professionnel
ClamAV est utilisé dans la future version[Quand ?] des pare-feu Check Point « NGX VPN-1 Edge Embedded » ainsi que dans les pare-feu Barracuda Network et SecuriteInfo.com, en tant qu'antivirus filtrant les flux en transit.
On retrouve aussi cet antivirus dans les applications NetASQ/Stormshield, EdenWall, Kub Cleaner, RadicalSpam et LinkGate (Sysun Secure).